# Zofia Majewska (neurolog)
Zofia Majewska, właściwe Aniela Gelbard (ur. 13 stycznia 1907 w Warszawie, zm. 19 listopada 1997 w Gdańsku) – polska lekarka, neurolog, twórczyni polskiej szkoły neurologii rozwojowej, wykładowca Akademii Medycznej w Gdańsku, pierwsza w historii tej uczelni kobieta, która uzyskała habilitację i tytuł profesora oraz doktorat honoris causa.

## Życiorys
Urodziła się 13 stycznia 1907 roku w Warszawie jako Aniela Gelbard, w rodzinie o żydowskich korzeniach, deklarującej wyznanie ewangelicko-reformowane. Jej ojciec, Henryk, był chirurgiem, matka, Helena z Lichtenfeldów, dentystką. W 1915 roku wyjechała w głąb Rosji wraz ze Szpitalem Czerwonego Krzyża, którego lekarzem naczelnym był jej ojciec. Do Warszawy powróciła wraz z rodziną po rewolucji październikowej. Od 1918 roku była uczennicą Szkoły Średniej Związku Zawodowego Nauczycieli w Warszawie, w 1924 roku rozpoczęła studia na Wydziale Lekarskim Uniwersytetu Warszawskiego. Sześć lat później uzyskała dyplom doktora wszechnauk lekarskich. Po okresie pracy jako wolontariusz na oddziale wewnętrznym oraz neurologicznym (kierowanym przez doktora Stefana Mozołowskiego) Szpitala Ujazdowskiego, w 1932 roku została zatrudniona w Klinice Neurologii Uniwersytetu Warszawskiego, kierowanej przez profesora Kazimierza Orzechowskiego.
Pracowała w Klinice Neurologii do wybuchu II wojny światowej, gdy ze względu na żydowskie pochodzenie została zmuszona do odejścia. W tym czasie zmieniła nazwisko. Do 1943 roku pracowała na oddziale zakaźnym szpitala na Czystem, uczestnicząc jednocześnie w tajnym nauczaniu studentów medycyny, po likwidacji getta musiała się ukrywać. Jej matka i siostra zostały zamordowane przez hitlerowców w 1944 roku (ojciec zmarł przed wybuchem wojny). Po upadku powstania warszawskiego została wywieziona w głąb Rzeszy, do Polski powróciła w maju 1945 roku. Podjęła pracę w Klinice Neurologii Uniwersytetu Marii Curie-Skłodowskiej, kierowanej przez profesora Zygmunta Kuligowskiego. Od września 1946 roku była starszym asystentem Kliniki Neurologicznej Akademii Lekarskiej w Gdańsku, pod kierownictwem profesora Władysława Jakimowicza.
W 1947 roku uzyskała specjalizację w zakresie neurologii, w 1948 habilitację (jako pierwsza kobieta w dziejach gdańskiej uczelni), na podstawie pracy O rozwoju układu ruchowego dziecka między 1 a 10 dniem życia. Rok później wyjechała na staż specjalizacyjny do Państwowego Instytutu Pediatrii w Leningradzie, gdzie otrzymała stopień kandydata nauk. Po powrocie, w 1950 roku uzyskała specjalizację w zakresie neurologii dziecięcej. W tym samym roku została kierownikiem pierwszego w Polsce Oddziału Neurologii Dziecięcej im. Janusza Korczaka Kliniki Neurologicznej w Gdańsku, na stanowisku docenta. W 1951 roku zastąpiła profesora Jakimowicza na stanowisku kierownika Katedry i Kliniki Neurologii Akademii Medycznej w Gdańsku, w 1954 roku została profesorem nadzwyczajnym a w 1960 profesorem zwyczajnym (także jako pierwsza kobieta w historii Akademii Medycznej w Gdańsku). W 1970 roku, po podziale Kliniki Neurologicznej, została kierownikiem Kliniki Neurologii Rozwojowej, którą prowadziła do przejścia na emeryturę w 1977 roku.
Uczestniczyła w licznych stażach, zjazdach i konferencjach naukowych, także zagranicznych. Była przewodniczącą Komisji Neurologii Rozwojowej Komitetu Nauk Neurologicznych Polskiej Akademii Nauk, członkiem Komisji Rehabilitacji oraz Komisji Wad Rozwojowych PAN, Polskiego Towarzystwa Neurologicznego i innych towarzystw naukowych. Jej dorobek obejmuje 177 publikacji, głównie z zakresu neuropediatrii. Była promotorką 18 doktoratów i opiekunem ośmiu habilitacji. Została odznaczona między innymi Krzyżami Kawalerskim (1954) i Oficerskim (1956) Orderu Odrodzenia Polski, Złotym Krzyżem Zasługi (1953), Medalami 10-lecia i 40-lecia Polski Ludowej, wyróżniona tytułem „Zasłużony Nauczyciel PRL” i dyplomem „Przyjaciel Dziecka” oraz honorowym obywatelstwem miasta Gdańska. W 1988 roku (ponownie jako pierwszej kobiecie) nadano jej doktorat honorowy Akademii Medycznej w Gdańsku.
Od 1948 roku należała do Polskiej Partii Robotniczej i Polskiej Zjednoczonej Partii Robotniczej. Była zastępcą posła na Sejm PRL w latach 1952–1953.
Zmarła w Gdańsku 19 listopada 1997 roku.